# Mniophila
Mniophila là một chi bọ cánh cứng trong họ Chrysomelidae.
Chi này được miêu tả khoa học năm 1831 bởi Stephens.

## Các loài
Các loài trong chi này gồm:
- Mniophila bosnica Apfelbeck, 1914
- Mniophila muscorum Koch, 1803